# USS LST-1074
O USS LST-1074 foi um navio de guerra norte-americano da classe LST que operou durante a Segunda Guerra Mundial.